# نیورسفلی
نیورسفلی یک روستا در ایران است که در دهستان فولادلوی جنوبی واقع شده‌است.